# 리베이라궁

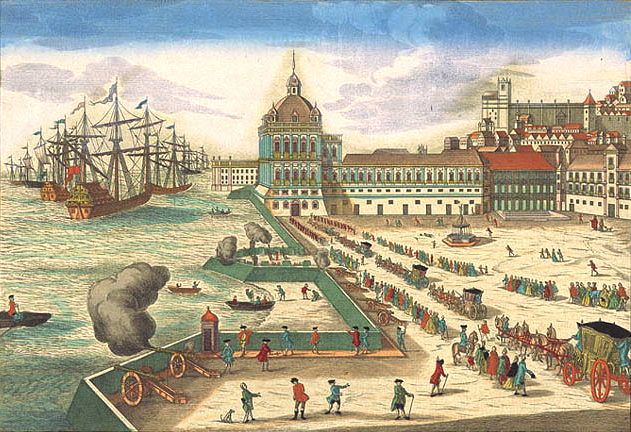
18세기 중반 리베이라 궁전의 모습

리베이라 궁전(포르투갈어: Paço da Ribeira)은 포르투갈의 군주들이 리스본에서 약 250년 동안 주거지였던 궁전이다. 마누엘 1세가 상조르즈 성이 살기에 부적합하다고 판단한 뒤 명령을 내려 만들어졌다. 궁전은 수많은 재건설과 재건축 끝에 원래 마누엘 양식에서 마지막에는 매너리즘과 바로크 양식으로 건설되었다. 리베이라 궁전 뿐만 아니라 리스본은 리스본 대지진에 붕괴되었다. 지진 후에, 통치 중이던 주제 1세는 밀실공포증이였고, 그의 여생을 아주다의 언덕에서 보내고 싶어했기 때문에 리베이라 궁전은 다시 건설될 수 없었다. 현재, 리베이라 궁전이 있던 자리에는 코메르시우 광장이 대신해 있다.

## 같이 보기
- 코메르시우 광장